# 普萊奇巴赫河
51°17′34.6″N 6°16′21.9″E / 51.292944°N 6.272750°E

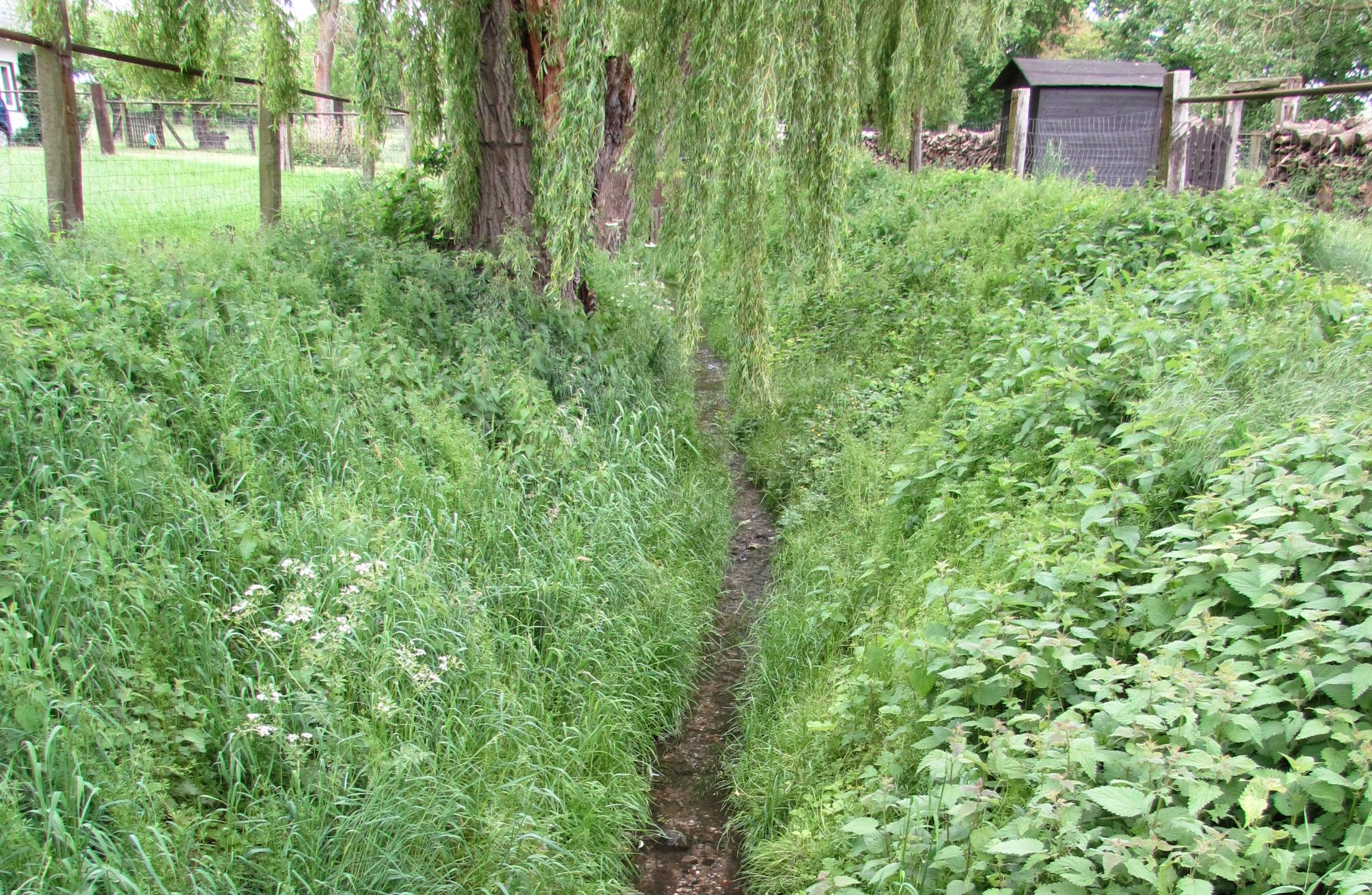

普萊奇巴赫河（德語：Pletschbach），是德國的河流，位於該國西部，處於北萊茵-威斯特法倫州，屬於內特河的右支流，河道全長7.9公里，流域面積16.2平方公里。